# Betty Rollin
Betty Rollin (3 de gener de 1936, Nova York), periodista i escriptora, ha estat corresponsal de l'NBC News i autora de llibres sobre ètica i religió.
Abans de treballar per a la televisió, va ser editora de la revista Vogue. Fins al 1971 va treballar com a editora sènior de la revista Look i ha estat escriptora col·laboradora de diverses publicacions, entre les quals The New York Times. Els informes i articles publicats per Rollin han guanyat el Premi Alfred I. duPont, que atorga la Universitat de Colúmbia a l'excel·lència en periodisme de servei públic i és considerat un dels premis més prestigiosos del periodisme, i el Premi Emmy. Des de 1997, Rollin ha estat corresponsal col·laboradora de Religion & Ethics Newsweekly, un programa setmanal de la PBS, i del setmanari Ethics News Weekly.
Rollin és llicenciada a l'Escola de Cultura Ètica Fieldston, de la Universitat Sarah Lawrence on va coincidir amb Yoko Ono com a estudiant, tal com Yoko Ono va esmentar públicament en l'espectacle Dick Cavett.
A Rollin se li va diagnosticar càncer de mama l'any 1975, i un altre cop l'any 1984, cada cop perdent un pit a cada mastectomia. Rollin va fer públic el seu càncer i va escriure sobre aquesta malaltia que ella patí, al llibre First, You Cry (Primer, plora), amb l'objectiu de fer créixer la conscienciació pública i per donar encoratjament a altres enfrontant-se a aquesta malaltia. De First, You Cry se'n va fer una pel·lícula a la televisió dels EUA.
Ida, la mare de Rollin, va ser diagnosticada amb càncer ovàric terminal l'any 1981 i Rollin va ajudar la seva mare a acabar la seva vida l'any 1983. En el seu llibre Last Wish (Darrer desig), va exposar aquesta malaltia i la seva ajuda l'any 1985 i l'any 1998. Un crític el va qualificar com "un document de compassió personal i d'importància pública." El llibre ha estat publicat a 19 països i se'n va fer una pel·lícula de televisió l'any 1992.
Des de la publicació del llibre, Rollin ha mostrat activitat en el moviment Death with Dignity (Mort amb dignitat).
Ella viu a Manhattan, EUA, juntament amb el seu marit, el matemàtic Harold Edwards. No tenen descendència.

## Llibres
- First, You Cry (1976) ISBN 0-06-095630-5
- Last Wish (1985) ISBN 1-891620-01-0
- Am I Getting Paid for This? A Romance About Work (1986) (Em paguen per fer això, a mí? Un idil·li sobre la feina) ISBN 0-451-14442-2
- Here's the Bright Side: Of Failure, Fear, Cancer, Divorce, and Other Bum Raps (2007) (Vet aquí el cantó assolellat: sobre el fracàs, la por, el càncer, el divorci i una sentència injusta) ISBN 978-1-4000-6565-3